# جامعة اللوتس
جامعة اللوتس هي جامعة خاصة أنشئت بالقرار الجمهوري رقم 631 لسنة 2019 وتقع في منطقة الامتداد بالمنيا الجديدة، المنيا، مصر.

## الكليات
تضم الجامعة 9 كليات هي :
- الهندسة
- طب الفم والأسنان
- الإدارة والاقتصاد والعلوم السياسية
- العلاج الطبيعي
- التمريض
- الفنون الجميلة والتطبيقية
- الإعلام
- التكنولوجية للعلوم التطبيقية
- الحاسبات وتكنولوجيا المعلومات